# 痛快ウキウキ通り
「痛快ウキウキ通り」（つうかいウキウキどおり）は、小沢健二の11thシングル。1995年12月20日に東芝EMIから発売。後に1996年7月24日、12インチアナログ盤としても発売された。

## 解説
シングルは27.8万枚を売上げ、さらにタイアップ曲ということも相まってロングヒットを記録した。
「プラダ」と特定の会社名を用いた詞であったため、NHKの歌番組『ポップジャム』に出演した際には「プラダの靴がほしいの」と歌うところを「きれいな靴がほしいの」と歌われた経緯がある。

## 収録曲

### CD
1. 痛快ウキウキ通り
「ウキウキ」という言葉の響きが気に入り、自分の曲としたが、元々秋元康からとんねるずに提供するための曲を依頼された小沢が、「2人組だからWham!みたいな感じの曲がいいだろう」と、Wham!の「ウキウキ・ウェイク・ミー・アップ（原題: "Wake Me Up Before You Go-Go"）」をイメージして作っていた曲。
2. 流れ星ビバップ
後に発売された作品には、「流星ビバップ」というタイトルで収録された。
3. 痛快ウキウキ通り (オリジナル・カラオケ)
4. 流れ星ビバップ (オリジナル・カラオケ)

（全曲 作詞・作曲・編曲:小沢健二 1,3曲目のみ、ホーン編曲:GAMOU・NARGO・北原雅彦）

### アナログ
A面
1. 痛快ウキウキ通り
2. 痛快ウキウキ通り (オリジナル・カラオケ)

B面
1. 流れ星ビバップ
2. 流れ星ビバップ (オリジナル・カラオケ)

（全曲 作詞・作曲・編曲:小沢健二 A面のみ、ホーン編曲:北原雅彦）

## 収録アルバム
痛快ウキウキ通り
- 刹那
- 我ら、時 通常版

流れ星ビバップ
- 刹那（流星ビバップ）
- 我ら、時 通常版（流星ビバップ）

## タイアップ
- 「痛快ウキウキ通り」…TBS『COUNT DOWN TV』オープニング・テーマ

## テレビ出演
- 痛快ウキウキ通り
  - 1995年12月22日 テレビ朝日『ミュージックステーション』
  - 1995年12月23日 フジテレビ『'95夜のヒットスタジオ 純白のX'masスペシャル』 
『夜のヒットスタジオ』にはフリッパーズ・ギターとしての出演歴があるが、小沢健二ソロではこの回が初。この他に小泉今日子ととのコラボで「ラブリー」を披露した。
  - 1995年12月29日 テレビ朝日『ミュージックステーション SUPER LIVE'95』
  - 1996年12月25日 フジテレビ『 '96夜のヒットスタジオ 超X'masデラックスin NY』

ほか

## カバー
痛快ウキウキ通り
- 曽我部恵一 - シングル「汚染水」のカップリングとして収録[2]。

流れ星ビバップ
- 柳田久美子 - シングル「春の風」(2007年)のカップリングとして収録。ミュージックビデオも制作されている。